# The Speed of Darkness
The Speed of Darkness — п'ятий студійний альбом американського гурту Flogging Molly, виданий 31 травня 2011 року на Borstal Beat Records. Альбом був записаний на студії Echo Mountain в місті Ешвіль у старій будівлі церкви, яка була перетворена на студію звукозапису. Платівка дебютувала на дев'ятому місці чарту Billboard 200 та на четвертому місці у Billboard Independent Chart. Продюсером альбому став Раян Хьюїт, який раніше працював з Red Hot Chili Peppers та The Avett Brothers.

## Список пісень
Автор слів Дейв Кінг, автор музики Flogging Molly. 
| #     | Назва                          | Тривалість |
| ----- | ------------------------------ | ---------- |
| 1.    | «Speed of Darkness»            | 4:08       |
| 2.    | «Revolution»                   | 3:13       |
| 3.    | «The Heart of the Sea»         | 3:43       |
| 4.    | «Don't Shut 'Em Down»          | 3:40       |
| 5.    | «The Power's Out»              | 4:39       |
| 6.    | «So Sail On»                   | 2:47       |
| 7.    | «Saints & Sinners»             | 3:31       |
| 8.    | «This Present State of Grace»  | 2:48       |
| 9.    | «The Cradle of Humankind»      | 5:11       |
| 10.   | «Oliver Boy (All of Our Boys)» | 4:07       |
| 11.   | «A Prayer for Me in Silence»   | 1:54       |
| 12.   | «Rise Up»                      | 3:34       |
| 43:15 |                                |            |

| Bonus tracks | Bonus tracks                  | Bonus tracks |
| #            | Назва                         | Тривалість   |
| ------------ | ----------------------------- | ------------ |
| 13.          | «Saints & Sinners (acoustic)» |              |